# Medardas
Medardas ist ein litauischer männlicher Vorname, abgeleitet von Medard.

## Namensträger
- Medardas Čobotas (1928–2009), polnisch-litauischer Mediziner und Politiker
- Medardas Grigaliūnas (1925–2014), sowjetlitauischer Agronom und Politiker, Minister